# 美琳塔·申克·格拉芬·馮·史陶芬堡
美琳塔·申克·格拉芬·馮·史陶芬堡（Melitta Schenk Gräfin von Stauffenberg，1903年1月9日—1945年4月8日），是第二次世界大戰時期納粹德國空軍的女性試飛員。她總共試飛了逾2,500次的俯衝轟炸機，駕駛次數在所有試飛官中名列第二。
美琳塔是第二位獲得「Flugkapitänin」頭銜的德國女飛官。並且獲得二級鐵十字勳章以及因為駕駛俯衝轟炸機逾1,500次而獲頒鑲鑽金質前線飛行章。1944年，她因與史陶芬堡的親屬關係，涉嫌刺殺希特勒而被逮捕，但不久即被釋放並重返軍旅。
1945年4月8日，美琳塔在飛行任務期間被同盟國的飛機擊落而喪生，享年42歲。 

## 生平
美琳塔生於普魯士克羅托申。父親麥可‧席勒（Michael Schiller）是猶太毛皮商，從小就是新教徒。母親瑪格麗特‧艾柏斯坦（Margaret Eberstein）。
美琳塔有四個兄弟姊妹：瑪莉-路易絲（Marie-Luise）、奧圖（Otto）、朱塔（Jutta）、克拉雅（Klara），全家後來遷至西利西亞的希爾施貝格。

### 早年時期
美琳塔在1922年進入大學，修習數學、物理以及工程，後來在慕尼黑理工大學專攻航空器工程，並於1927年以優異成績畢業。

### 飛行經歷
美林塔開始在德國航空研究所工作並且受飛行訓練。1936年，因為她的猶太人血統，她被德國空軍解職。

### 死亡
1945年4月8日，美林塔在南德的巴伐利亞州施特拉斯基興駕駛著小型的Bücker Bü 181 Bestmann教練機，被美國戰鬥機擊落。她緊急迫降，但在數小時後因為槍傷，在薩爾茲堡過世。

## 獲得榮譽
- 二級鐵十字勳章

- 鑲鑽金質前線飛行章

## 傳記
- Ernst Probst/Heiko Peter Melle: Sturzflüge für Deutschland: Kurzbiografie der Testpilotin Melitta Schenk Gräfin von Stauffenberg. Grin-Verlag, München 2012, ISBN 978-3-65625-609-0

## 外部連結
- Rudolf Nadolny at www.drk.de
- Melitta Schiller (1903 - 1945), Pioneer Aviatrix （页面存档备份，存于） at www.ctie.monash.edu.au
- Marek, Miroslav. . Genealogy.EU.   [2013-08-25]. （原始内容存档于2011-02-10）.